# El camino secreto
El camino secreto es una telenovela mexicana transmitida por El Canal de las Estrellas de Televisa entre 1986 y 1987. 
Cuenta una historia policíaca en donde un padre y sus dos hijas tienen que huir a menudo del yugo de un traficante de diamantes. Producida por Emilio Larrosa, protagonizada por Daniela Romo y Salvador Pineda, con las actuaciones antagónicas de Claudio Brook, Patsy, Arsenio Campos, Fernando Sáenz,  Leticia Calderón, Arturo Benavides y Mar Castro, y con las actuaciones estelares de Pedro Armendáriz Jr. , Pilar Pellicer, Gabriela Rivero y el primer actor Carlos Ancira en la que sería su última telenovela antes de su muerte, el 10 de octubre de 1987.
Después de tres décadas sin emitirse por motivos desconocidos. El canal Tlnovelas la volvió a emitir el 4 de noviembre de 2023, está vez remasterizada y en alta definición.
Esta telenovela tuvo gran impacto, que se ha sido nombrada en obras de Teatro como Mentiras: el musical.

## Argumento
Gabriela Guillén es una joven que vive con su padre, Fausto, y su hermana, Julieta. Los tres viven como fugitivos porque Fausto, cuyo verdadero nombre es Santiago, oculta un pasado turbulento. Años atrás, su amigo Mario y él se enamoraron de Martha, la madre de Gabriela y Julieta, quien quedó embarazada de Mario; aun así, Santiago se casó con ella. Sin embargo, poco después Martha fue asesinada por Adolfo Ávila, un contrabandista de diamantes. 
Como Mario y Santiago también estaban involucrados en el contrabando de joyas, Adolfo los chantajeó y los obligó a hacer un trato con él para que no los denunciara a la policía, pues su intención era culparlos por la muerte de Martha. Así pues, desde entonces Mario le da a Adolfo la mitad de las ganancias de sus restaurantes, mientras que Santiago huye con sus hijas después de cambiarse el nombre por Fausto Guillén. Por este motivo, Fausto y sus hijas se cambian constantemente de domicilio y de ciudad. 
Un día Gabriela y Julieta, entran a trabajar en uno de los restaurantes propiedad de Mario; mientras tanto, Mario, que ha caído enfermo le pide a su viejo amigo que se haga pasar por él ya que morirá por un tumor en el cerebro. Al principio Fausto se niega pero después acepta. Mario decide irse de México en cuanto pase la boda de David y Gabriela, se lo comenta a Adolfo quien decide provocarle un accidente mandado a Roberto Zarate que lo saque de la carretera, Mario y su chofer mueren, Abelardo se lo cuenta a Fausto y deciden que si se hará pasar por él en tiempo necesario hasta que acabe su contrato, diciendo que el quien viajaba con Felipe el chofer, era otra persona. Adolfo está casa de Mario con sus sobrinas cuando llega Fausto caracterizado de Mario y este deja caer la copa de la sorpresa.

## Reparto
- Daniela Romo - Gabriela Guillén de Genovés / Martha Guzmán Saldívar / Martha Saldívar de Guzmán
- Salvador Pineda - David Genovés
- Pedro Armendáriz Jr. - Alejandro Faidella
- Carlos Ancira - Fausto Guillén / Santiago Guzmán / Mario Genovés
- Pilar Pellicer - Yolanda Rey
- Claudio Brook - Adolfo Ávila
- Arsenio Campos - Roberto Zárate
- Patsy - Bertha Izaguirre
- Fernando Sáenz - Carlos Ávila
- Leticia Calderón - Alma Izaguirre
- Gabriela Rivero - Julieta Guillén / Elena Guzmán Saldívar
- Arturo Benavides - Félix Morfín
- Alfredo Sevilla - Abelardo Sánchez
- Bernardo Negrete - Adriano
- Mar Castro - Susana Gómez
- Fidel Garriga - José Ramón Caballero
- Guy de Saint Cyr - Marcos Medina
- Gonzalo Sánchez - Pancholete
- Damián Alcázar - José Luis
- Jorge Fegan - Capitán Raymundo Floriani
- Ana Patricia Rojo - Paulina Faidella

## Equipo de producción
- Historia original y adaptación: José Rendón y María Zarattini
- Tema musical: De mí enamórate
- Autor: Juan Gabriel
- Intérprete: Daniela Romo
- Música original: Juan Carlos Toribio, Elías Amabilis
- Ambientación: Ana Elena Navarro
- Escenografía: Raymundo G. Saldaña
- Vestuario para Daniela Romo y Pedro Armendáriz Jr. de: Flora Burillo
- Editor: Jorge Miguel Valdés
- Coordinador de producción: Verónica Suárez
- Jefe de producción: Claudia Jasso
- Director de cámaras: Fernando Robles
- Director de escena: José Rendón
- Productor: Emilio Larrosa

## Versiones
- En el 2006, Televisa realizó una nueva versión de esta telenovela llamada La verdad oculta, producida, de nueva cuenta, por Emilio Larrosa protagonizada por Galilea Montijo, Gabriel Soto, Alejandra Barros y Eduardo Yáñez. Cabe destacar que en esa nueva versión se conservan algunos de los nombres de los personajes y lugares de la historia original y también se basaron en el argumento de Al final del arco iris de 1982 producida por Ernesto Alonso.

## Premios y nominaciones

### Premios TVyNovelas 1987
| Categoría                 | Nominado(a)     | Resultado |
| ------------------------- | --------------- | --------- |
| Mejor telenovela          | Emilio Larrosa  | Nominado  |
| Mejor actriz protagónica  | Daniela Romo    | Nominada  |
| Mejor actor protagónico   | Salvador Pineda | Nominado  |
| Mejor villano             | Claudio Brook   | Nominado  |
| Mejor actor experimentado | Carlos Ancira   | Ganador   |
| Mejor revelación femenina | Gabriela Rivero | Ganadora  |
| Mejor escritor            | José Rendón     | Nominado  |
| Mejor dirección de escena | José Rendón     | Nominado  |